# Megaselia rettenmeyeri
Megaselia rettenmeyeri is een vliegensoort uit de familie van de bochelvliegen (Phoridae). De wetenschappelijke naam van de soort werd voor het eerst geldig gepubliceerd in 2007 door Disney.